# Enrique Jorrín
Enrique Jorrín (* 25. Dezember 1926 in Candelaria; † 12. Dezember 1987 in Havanna) war ein kubanischer Geiger, Komponist und Orchesterleiter, der als Erfinder des Cha-Cha-Cha als neuer tanzbarer Musikform gilt.

## Leben und Wirken
Jorrín stammt aus einer Musikerfamilie (sein Vater war Klarinettist) und erhielt früh Musikunterricht. Im Alter von elf Jahren gründete er die Gruppe „Selección“; auch begann er früh zu komponieren. Als Jugendlicher schloss er sich Gruppen wie dem Orchester Ideal unter Leitung von Joseíto Valdés Catani an. Als Geiger spielte er zunächst im Orchester des Instituto Nacional de la Música unter Leitung von González Mántici. 1941 schloss er sich dem Tanzorchester Hermanos Contreras an; dann trat er dem Ensemble von Arcaño y sus maravillas bei. Anfang der fünfziger Jahre spielte er in der Charanga América von Ninón Mondéjar, wo er auch komponierte.
Jorríns Experimente mit dem Danzón, insbesondere Umstellungen und Änderungen in dessen abschließendem Montuno-Teil, führten zu den für den Cha Cha Cha charakteristischen eingängigen Melodien, die unisono gesungen werden, zu gemäßigten Tempi und vor allem zur Tanzbarkeit. 1954 gründete er ein Orchester, das seinen Namen trug, und ein Jahr später brach er mit dieser Formation nach Mexiko auf, wo er bis 1958 arbeitete.
Seit 1964 entstanden zahlreiche Aufnahmen für das kubanische Label EGREM. Mit seinem Orchester war Jorrín 1964 auf Tournee durch Mali, Algerien, Marokko, die Tschechoslowakei, die Deutsche Demokratische Republik, Ungarn und Rumänien; mit dieser Formation trat er 1967 auf der Expo 67 in Montreal auf. Ab 1974 gehörte der Pianist Rubén González und der Sänger Tito Gómez zu seinem Orchester. 1980 nahm er auch ausgiebig mit den Estrellas de Areito auf. 
Zu Jorríns Kompositionen gehörten zunächst Danzónes wie Hilda, Liceo del Pilar, Central Constancia; dann entstanden Tanztitel wie Unión Cienfueguera, Doña Olga, Silver Star. In der Cha-Cha-Cha-Periode (ab 1953) erlangten seine Kompositionen La engañadora, El alardoso, El túnel, Nada para tí, Osiris und Me muero größere Popularität. 
Für seine Erfolge wurde Jorrín mit einer Goldenen Schallplatte ausgezeichnet.